# Vår Fru av Rosenkransen
Vår Fru av Rosenkransen är en av Jungfru Marias titlar. Enligt en tradition inom dominikanorden befann sig den helige Dominicus i södra Frankrike för att omvända albigenserna och föra dem tillbaka till den sanna tron. I en uppenbarelse gav Jungfru Maria honom en rosenkrans för att med denna omvända kättarna.
Efter segern i slaget vid Lepanto den 7 oktober 1571 instiftade påve Pius V festdagen "Vår Fru av Rosenkransen".

## Kyrkobyggnader helgade åt Vår Fru av Rosenkransen
- Santa Maria del Rosario in Prati
- Santa Maria del Rosario e San Pietro Chanel
- Santa Maria del Rosario della Divina Provvidenza
- Santa Maria del Rosario nel Cimitero di Santo Spirito
- Nossa Senhora do Rosário
- Parroquia de Nuestra Señora del Rosario i Fuengirola, Spanien